# Phoniscus papuensis
Phoniscus papuensis (goudpuntvleermuis) is een vleermuis uit het geslacht Phoniscus die voorkomt in het oosten van Nieuw-Guinea, op het Indonesische eiland Biak-Supiori en langs de Australische oostkust, zuidelijk tot Bega in het zuidoosten van New South Wales. Overal is dit dier weinig algemeen.
P. papuensis heeft een lange, wollige vacht. De bovenkant van het lichaam is donkerbruin tot zwart, met goudkleurige punten aan de haren, de onderkant bruin. De oren zijn puntig en smal. Het voorhoofd is zeer hoog. De kop-rompengte bedraagt 43 tot 60 mm, de staartlengte 37 tot 48 mm, de voorarmlengte 37 tot 43 mm, de oorlengte 14 tot 16,5 mm en het gewicht 5,7 tot 11,4 g.
Deze soort leeft net als de meeste andere vleermuizen van geleedpotigen. Het dier pakt spinnen uit hun webben en andere geleedpotigen van de vegetatie. De vlucht is langzaam en fladderend. Het dier slaapt in vogelnesten van Gerygone-soorten, boomholtes of dichte vegetatie. De paartijd valt mogelijk in het natte seizoen.